# Kepler-26
Kepler-26 eller KOI-250, är en ensam stjärna belägen i den norra delen av stjärnbilden Lyran. Den har en skenbar magnitud av ca 15,47 och kräver ett kraftfullt teleskop med kamera för att kunna observeras. Baserat på parallax enligt Gaia Data Release 2 på ca 2,95 mas, beräknas den befinna sig på ett avstånd på ca 1 100 ljusår (ca 339 parsek) från solen. Den rör sig bort från solen med en heliocentrisk radialhastighet på ca 9 km/s.

## Egenskaper
Kepler-26 är en orange till gul stjärna i huvudserien av spektralklass M0 V. Den har en massa som är ca 0,65 solmassa, en radie som är ca 0,59 solradie och utsänder energi från dess fotosfär motsvarande ca 0,1 gånger solen vid en effektiv temperatur av ca 4 500 K.

## Planetsystem
De två exoplaneterna, Kepler-26b och Kepler-26c, upptäcktes med transitmetoden i slutet av 2011, och klassificerades som små (sub-Neptunus) gasjättar 2016. År 2012 upptäcktes planetkandidaten Kepler-26d och bekräftades 2014. Planeten Kepler-26e upptäcktes 2014 på en mycket bredare omloppsbana 2014.
| Planet | Massa        | Halv storaxel (AE) | Siderisk omloppstid (d) | Excentricitet | Inklination | Radie          |
| ------ | ------------ | ------------------ | ----------------------- | ------------- | ----------- | -------------- |
| d      | -            | 0,039              | 3,543919                | -             | -           | 1,2 R🜨         |
| b      | 5,1 ± 0,7 M🜨 | 0,085              | 12,2829                 | -             | -           | 2,78 ± 0,11 R🜨 |
| c      | 6,2 ± 0,7 M🜨 | 0,107              | 17,215                  | -             | -           | 2,72 ± 0,12 R🜨 |
| e      | -            | 0,22               | 46,827915               | -             | -           | 2,1R🜨          |